# 日向滉一
日向滉一（ひゅうがこういち、1994年7月18日—）日本演员，模特。曾属于CREATE JAPAN AGENCY事务所。

## 简介
身高180公分，父親是來自中國湖南、著有《歌舞伎町案內人》、《日本有病》等書籍的李小牧，母親是日本人。專長是芭蕾、舞蹈、足球、游泳。喜歡的學科是數學、體育。感到困難的學科是國語和社會。寵物是一隻名字叫的狗。2006年度開始在受歡迎的電視節目『天才兒童MAX』擔任TV戰士演出中。

## 人物
- 在成為TV戰士之前，曾於2005年度在天TV連續劇「走れ!拓巳」中演出。從2006年度開始升格為TV戰士。
- 曾在2006年度的新人自我介紹談話中說自己有些膽小，晚上如果把燈關掉的話就不敢一個人睡覺。不過之後在『天TV冒險部』中，通過了「在黑暗的森林中單獨一人度過一夜」的考驗。
- 可能由於他的專長是芭蕾的關係，在『半分鐘表演』等單元，曾多次展示他具有高度柔軟度的動作。身體非常的柔軟，曾在『這裡是「週刊優克迪爾」編輯部』裡脫下上衣展示移動肩胛骨的動作與開腳前屈。在『紙飛機達陣賽』中作為隊的一員參賽，也在其中展現了他靈巧的動作。之後並獲得了紙飛機達陣賽年度錦標賽的冠軍。
- 在天TV冒險部中，某次大家的心情不好，處於氣氛很差的情況下時，他突然放了一個屁，讓大家都笑了起來，眾人的心情也變得好多了。
- 在2006年度的『這裡是「週刊優克迪爾」編輯部』中，以「時代は硬派！！（時代是硬派的!!）」為題，表示這時代是“硬派”（在此為“身體僵硬”之意）的時代，與笠原拓巳一起展示身體僵硬可以保持姿勢正確，而且衣服也不容易皺…等種種好處。

## 演出

### 电视剧
- 東京少女岡本杏理（2008年8月、BS-i）

### 综艺节目
- 天才てれびくんMAX（2006年 - 2008年、NHK教育）てれび戦士

### 舞台
- マジカルスクリーン大作戦〜キャプテン9×9の野望〜（2008年）

### CM
- カンコー、学生服（2008年）スチール

## 外部連結
- クリエートジャパンエージェンシー （页面存档备份，存于）